# Johann Arnold Heise

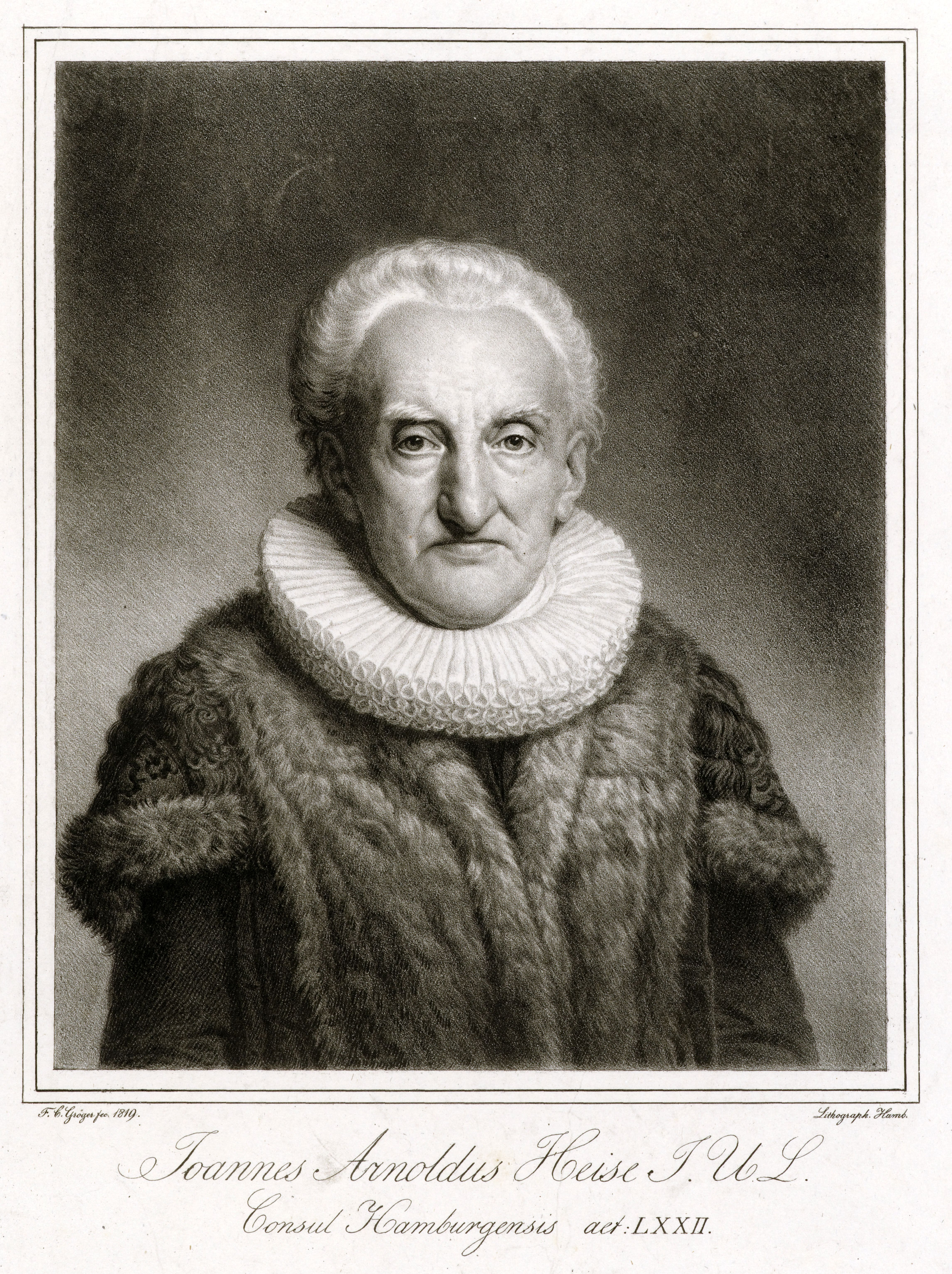
Lithographie von Friedrich Carl Gröger (1819)

Johann Arnold Heise (* 5. Februar 1747 in Hamburg; † 5. März 1834) war ein Bürgermeister Hamburgs und Amtmann in Ritzebüttel.

## Leben
Heise begann 1767 in Hamburg zu studieren und schrieb sich für Rechtswissenschaften ein, hegte jedoch ebenfalls ein großes Interesse an Poesie. Nachdem er sein Studium in Göttingen und Kiel fortgesetzt hatte, promovierte er 1771. Nachdem er nach Hamburg zurückgekehrt war, ließ er sich als Jurist nieder und arbeitete als Anwalt.
Nach Aussage von Zeitgenossen vernachlässigte er trotz seines Berufes seine literarische Ader nicht, besonders Lessing zählte er zu seinen Lieblingsschriftstellern, mit Friedrich Gottlieb Klopstock hegte er einen freundschaftlichen Kontakt.
Heise wurde 1794 zum Senator von Hamburg ernannt und musste schon bald darauf sein politisches Geschick unter Beweise stellen, da es zu zahlreichen Handwerkerunruhen kam. Heise wurde die Gegend um Ritzebüttel übertragen, die ein strategisch wichtiger Handelspunkt für den städtischen Handel war. Doch schon im darauffolgenden Jahre besetzten hannoveranische Truppen Ritzebüttel, da sie eine Landung der Franzosen befürchteten, 1800 waren es dann die Preußen, die ihre Truppen an den Außenposten entsandten, diesmal in Erwartung einer englischen Flotte. 1803 kehrte Heise nach Hamburg zurück, nachdem seine Amtszeit um drei Jahre verlängert worden war und trat vier Jahre später das Amt des Bürgermeisters von Hamburg an. Trotz der fremden Truppen, die Teile Hamburgs Jahre zuvor besetzt hielten, damit eine französische Invasion abgewehrt werden konnte, musste Heise die Stadt 1810 Napoleon Bonapartes Truppen öffnen. Bis 1811 blieb er das provisorische Stadtoberhaupt. Obwohl Heise 1813 das Amt wieder übertragen bekam, da die Koalitionsarmee Bonaparte aus dem deutschen Raume verdrängt hatte, musste er sich schon im April 1813 den erneut vorrückenden Franzosen ergeben, im folgenden Jahre hingegen waren die Franzosen endgültig aus Hamburg vertrieben worden.

## Familie
Heise heiratete zunächst Catharina Lucia, geb. Droop (1747–1790), mit der er neun Kinder bekam, darunter Drillinge (1796). Zwei Jahre nachdem seine erste Frau an Schwindsucht gestorben war, ehelichte er Catharina Magdalena Hudtwalcker (1752–1806) und ein Jahr nach deren Tod Margaretha Maria von Behren (1760–1811), eine Tochter seines Onkels Otto von Behren. Beide Frauen waren Witwen, die eigene Kinder mit in die Ehen brachten, aus denen keine weiteren leiblichen Nachkommen von Heise hervorgingen. 
Heises Tochter Marianne heiratete den Altonaer Kaufmann Georg Friedrich Baur. Zuletzt lebte er bei seiner unverheirateten Tochter Margarethe Amalie Heise, die ihn pflegte, bis er 1834 verstarb.

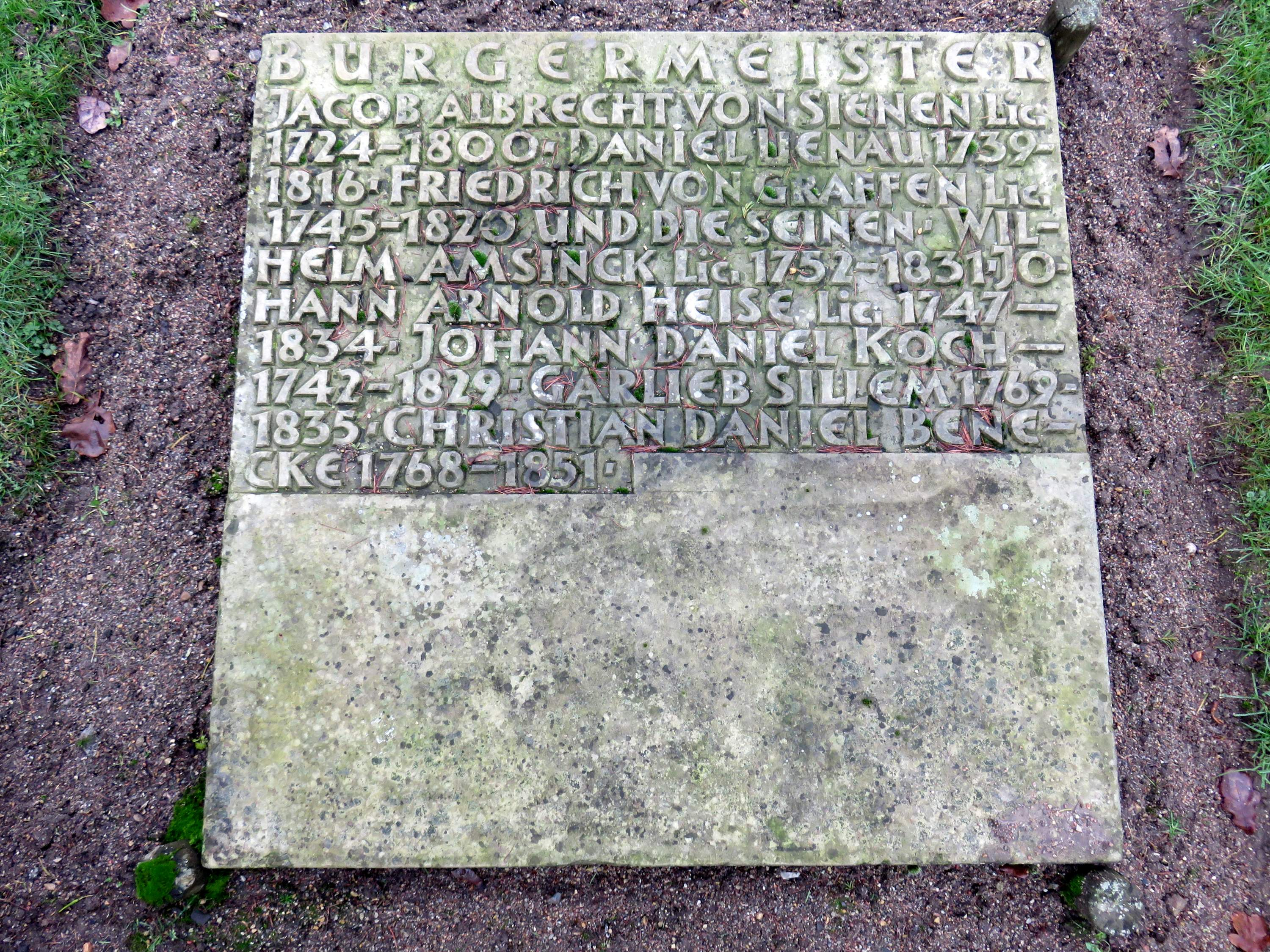
Grabmaltafel Althamburgischer Gedächtnisfriedhof Ohlsdorf

## Ehrungen
Die Universität Kiel, an der Heise zeitweise studiert hatte, verlieh ihm 1821 die Ehrendoktorwürde.
Im Bereich des Althamburgischen Gedächtnisfriedhofs des Ohlsdorfer Friedhofs wird auf dem (II.) Sammelgrabmal Bürgermeister unter anderen an Johann Arnold Heise erinnert. 
1948 wurde die Arnold-Heise-Straße in Hamburg-Eppendorf nach ihm benannt.

## Werke
- Nachrichten von der Familie Heise in Hamburg. Hammerich & Lesser, Altona 1887 Digitalisat